# Tiaong
Tiaong est une municipalité de la province de Quezon, aux Philippines. Elle est située à 96 kilomètres au sud-est de Manille. En 2011, Tiaong comptait 98 102 habitants.

## Personnalités
- Le général communiste chinois Ye Fei (1914-1999) est natif de Tiaong.